# Peter Duhr
Peter Duhr, eigentlich Camillo Harth, (* 23. April 1903 in Botoșani; † 19. Dezember 1984 in Berlin) war Jurist und deutschsprachiger Schriftsteller, dessen literarisches Werk ausschließlich Erlebnisse und Eindrücke aus dem Konzentrationslager zum Gegenstand hat.

## Leben
Peter Duhr studierte Staats-, Rechts- und Wirtschaftswissenschaften in Wien und wurde 1925 promoviert. Ab 1930 arbeitete er als Rechtsanwalt in Wien. Aus seinem Geburtsland, in das er später aus persönlichen, aber auch politischen Gründen zurückgekehrt war, wurde Duhr, nachdem Rumänien sich nach Beginn des Zweiten Weltkrieges auf die Seite der Nationalsozialisten geschlagen hatte, in ein Konzentrationslager in Transnistrien in der Ukraine verschleppt. Die Erfahrungen und Erlebnisse dort verarbeitete Duhr literarisch, u. a. in dem bereits während dieser Zeit entstandenen Gedicht Deportierte Juden (1944), in dem es heißt
Fünfhunderttausend zogen wir aus. / Heute leben noch / -fünf- von hundert.
Ein Jahr vor Kriegsende wurde Duhr befreit und lebte bis 1954 in der UdSSR, dem Land seiner Befreier. Hier arbeitete er als Akkumulatorenarbeiter, Hilfsschlosser, Dreher, Übersetzer und Reporter.
1954 kam er mit seiner Lebensgefährtin, Ruth Benario, und deren Tochter Natascha, nach Deutschland, in die Deutsche Demokratische Republik, wo er als Schriftsteller, aber auch als Jurist prominent wurde. Seine Bücher Inferno (1956) und Apage satana (1958) sammeln Erzählungen und Berichte über die Zeit der Konzentrationslager und Verfolgungen der Juden und widmen sie dem Gedenken an die „namenlosen Opfer, (...) unbekannten Helden“. In Inferno heißt es: „Vielleicht sind wir alle, alle mitschuldig“, sagte ich heiser, mit gepreßter Stimme. „Wir und alle übrigen, welche die Bestien hochkommen ließen.“
Für das volkseigene Sprechplattenlabel Litera las Duhr Auswahlen aus seinen literarischen Werken. Für die Produktion Lied der Stummen und andere Erzählungen aus Inferno, an der daneben Ekkehard Schall, Hilmar Thate und Mathilde Dannegger als Sprecher mitwirkten, entstanden zudem Vertonungen der Duhrschen Texte (zum Teil auch unveröffentlichter Gedichte) von namhaften Komponisten wie Boris Blacher, Rudolf Wagner-Régeny und Paul Dessau.

## Schriften
- Inferno (1956)
- Apage Satana (1958)

## Diskographie
- Aus "Inferno"
- Lied der Stummen und andere Erzählungen aus "Inferno"